# 280 ZZZAP
280 ZZZAP es un videojuego de carreras arcade diseñado por Jamie Fenton para Dave Nutting Associates. Basado en el Datsun 280Z de Nissan, es uno de los primeros juegos con marca autorizada.

## Jugabilidad
Los jugadores pueden conducir a una velocidad de hasta 200 millas por hora (321,9 km/h) mientras recorren una complicada carretera de noche. Los jugadores deben tener cuidado con las curvas peligrosas, los competidores desagradables y el siempre presente límite de tiempo.

## Lanzamiento
Midway presentó el juego bajo el nombre de "Midnight Racer" en la feria AMOA en noviembre de 1976. Fue comparado con Night Driver, presentado en la misma feria por Atari, Inc.. Ambos juegos derivan del videojuego alemán de conducción nocturna "Nürburgring 1", presentado en la feria IMA alemana en la primavera de 1976. Antes de su lanzamiento en febrero de 1977, el juego pasó a llamarse "280 ZZZAP" en honor a la campaña publicitaria estadounidense del Datsun 280Z de Nissan.

## Recepción
En la lista de juegos arcade de Estados Unidos de Play Meter, 280 ZZZAP fue el noveno juego arcade con mayores ingresos del año 1977. En la lista de juegos arcade de "RePlay" de Estados Unidos, fue el décimo videojuego arcade con más recaudación de 1977. En la lista de juegos arcade de Japón Game Machine, se encontraba entre los 20 videojuegos arcade más taquilleros de 1977.